# オクチャーブリスキー停留所
オクチャーブリスキー停留所（オクチャーブリスキーていりゅうじょ、ロシア語: о.п. Октябрьский）は、ロシア連邦サハリン州ユジノサハリンスク市にあるロシア鉄道極東鉄道支社サハリン地域部コルサコフ - ノグリキ線の停留場である。「オクチャーブリスキー」とはロシア語で10月を意味する。

## 駅構造
単式ホーム1面1線のホームを有する停留場。駅員無配置で、駅舎は設けられておらず直接ホームに入る構造である。

## 運行状況
- ピャーチ・ウグロフ - ユジノサハリンスク間の近郊列車（Д2系気動車列車、ユジノサハリンスク方面2本・コルサコフ方面1本）が平日のみ停車する[1]。

## 隣の駅[1]
ロシア鉄道極東鉄道支社サハリン地域部
コルサコフ-ノグリキ線
エレクトリーチカ（各駅停車）
スィーチモール停留所 - オクチャーブリスキー停留所 - ボリシャヤ・エラニ駅
※朝に運行される6017列車はエレクトリーチカであるが、当停留所を通過する。